# Breakfast After 10
«Breakfast After 10» — песня американской рок-группы Blue October из дебютного альбома The Answers. Позднее она была переиздана на следующем альбоме - Consent to Treatment.

## История
Песня написана Джастином Фёрстенфелдом.
Версии, выпущенные на двух альбомах различаются. Оригинал более короткий, нежели поздняя версия. Звуки акустической гитары вводят слушателей в первый куплет, затем в припеве вступают электрогитара и скрипка. После второго куплета начинается соло на скрипке, которое завершается спустя 3 минуты после начала песни. В более поздней версии звуки акустической гитары заменены на электрическую. Кроме того, были дописаны дополнительные куплеты, что сделало песню более завершенной.
В 2000 году песня «Breakfast After 10» была выпущена в качестве сингла. В одном из интервью  Джастин Фёрстенфелд рассказал, что данное решение было принято лейблом Universal несмотря на то, что самой группе данный выбор пришёлся не по душе. Джастину приходилось раз за разом включать данную песню в концерты по настоянию менеджера, хотя исполнять её он очень не любил.
В 2004 году песня «Breakfast After 10» была издана на концертном альбоме Argue with a Tree....

## Треклист сингла
| №  | Название                                   | Длительность |
| -- | ------------------------------------------ | ------------ |
| 1. | «Breakfast After 10 (clean remix)»         | 3:44         |
| 2. | «Breakfast After 10 (clean remix w/bitch)» | 3:44         |
| 3. | «Breakfast After 10 (remix)»               | 3:44         |

Продюсер: Ник Лоней 

Ремикс сделан Блю Миллером 

Сингл выпущен Universal Records

## Участники записи

### Оригинальная версия
- Джастин Фёрстенфелд — стихи, вокал, гитара, фортепиано, барабаны
- Райан Делахуси — скрипка, мандолина
- Джереми Фёрстенфелд  — барабаны, перкуссия
- Лиз Маллалай — бас-гитара, фортепиано

### Переиздание
- Джастин Фёрстенфелд — стихи, вокал, гитара
- Райан Делахуси — скрипка, мандолина
- Джереми Фёрстенфелд  — барабаны
- Брэнт Коултер — гитара
- Мэтт Новески — бас-гитара, бэк-вокал